# Gran Piemonte 2010
Il Gran Piemonte 2010, novantaseiesima edizione della corsa, valevole come prova dell'UCI Europe Tour 2010 categoria 1.HC, si svolse il 14 ottobre 2010 su un percorso di 194 km. La vittoria fu appannaggio del belga Philippe Gilbert, che completò il percorso in 4h28'03", alla media di 43,424 km/h, precedendo l'italiano Leonardo Bertagnolli ed il danese Matti Breschel.
Sul traguardo di Cherasco 91 ciclisti, su 152 partiti da Cossato, portarono a termine la competizione. 

## Squadre e corridori partecipanti
| N.    | Cod. | Squadra                          |
| ----- | ---- | -------------------------------- |
| 1-8   | OLO  | Omega Pharma-Lotto               |
| 11-18 | ASA  | Acqua & Sapone-D'Angelo & Anten. |
| 21-28 | ALM  | AG2R La Mondiale                 |
| 31-38 | AND  | Androni Giocattoli               |
| 41-48 | AST  | Astana                           |
| 51-58 | BMC  | BMC Racing Team                  |
| 61-68 | GCE  | Caisse d'Epargne                 |
| 71-78 | CTT  | Cervélo TestTeam                 |
| 81-88 | COF  | Cofidis, le Crédit en Ligne      |
| 91-98 | COG  | Colnago-CSF Inox                 |

| N.      | Cod. | Squadra                       |
| ------- | ---- | ----------------------------- |
| 101-108 | GRM  | Garmin-Transitions            |
| 111-118 | ISD  | ISD-Neri                      |
| 121-128 | LAM  | Lampre-Farnese Vini           |
| 131-138 | LIQ  | Liquigas-Doimo                |
| 141-148 | QST  | Quick Step                    |
| 151-158 | RAB  | Rabobank                      |
| 161-168 | SKY  | Sky Professional Cycling Team |
| 171-178 | THR  | Team HTC-Columbia             |
| 181-188 | KAT  | Team Katusha                  |
| 191-198 | SAX  | Team Saxo Bank                |

## Ordine d'arrivo (Top 10)
| Pos. | Corridore            | Squadra            | Tempo    |
| ---- | -------------------- | ------------------ | -------- |
| 1    | Philippe Gilbert     | Omega Pharma-Lotto | 4h28'03" |
| 2    | Leonardo Bertagnolli | Androni            | a 2"     |
| 3    | Matti Breschel       | Saxo Bank          | s.t.     |
| 4    | Filippo Pozzato      | Katusha            | a 4"     |
| 5    | Dries Devenyns       | Quick Step         | s.t.     |
| 6    | Mauro Finetto        | Liquigas-Doimo     | s.t.     |
| 7    | Domenico Pozzovivo   | Colnago-CSF Inox   | s.t.     |
| 8    | Bauke Mollema        | Rabobank           | s.t.     |
| 9    | Rigoberto Urán       | Caisse d'Epargne   | s.t.     |
| 10   | Daniele Pietropolli  | Lampre             | s.t.     |